# Od Land’s End do John o’ Groats

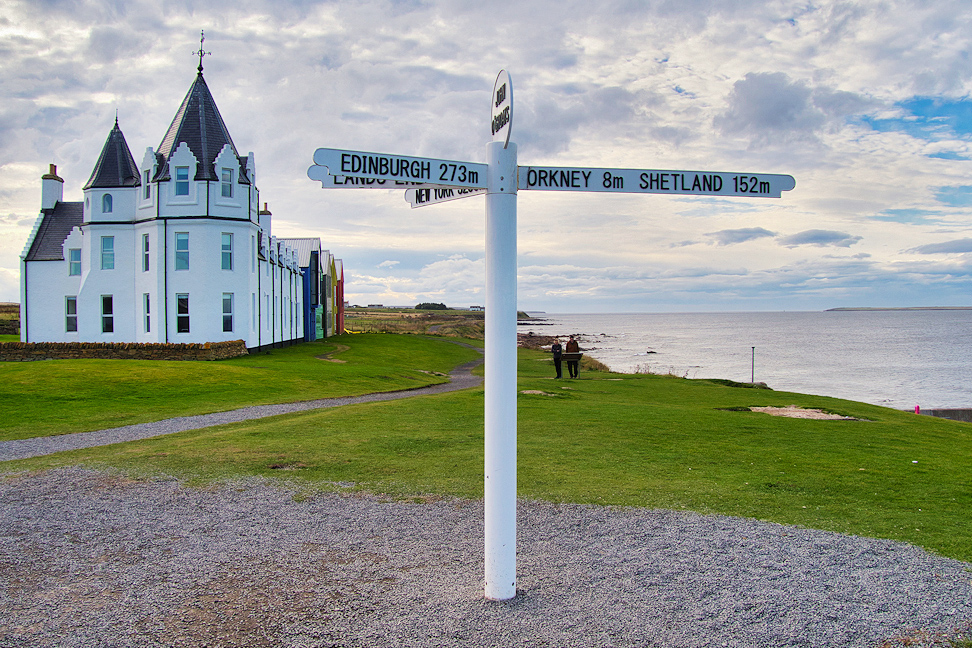
John o’ Groats

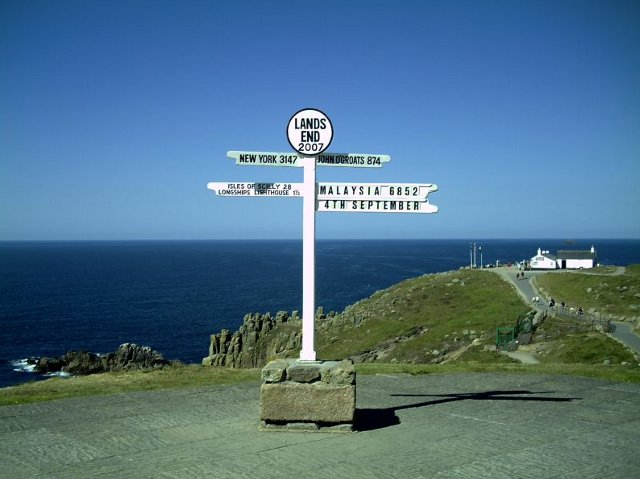
Land’s End

Od Land’s End do John o’ Groats – trasa między najbardziej skrajnymi punktami Wielkiej Brytanii jako wyspy. Jest to również wyzwanie podejmowane przez turystów w różnych celach. Odległość między Land’s End a John o’ Groats wynosi w linii prostej 907 km a najkrótszą drogą lądową dostępną dla samochodów 1350 km i może być pokonana pieszo, rowerem lub samochodem. Odległość ta pokonywana jest również w celu zebrania funduszy na cele charytatywne.

## Punkty skrajne
- Land’s End 50°04′07″N 5°42′58″W/50,068611 -5,716111 w Kornwalii jest najbardziej na południowy zachód położonym punktem Wielkiej Brytanii.
- John o’ Groats 58°38′24″N 3°04′12″W/58,640000 -3,070000 w szkockiej prowincji Highlands jest najbardziej na północ wysuniętą miejscowością wyspy, choć najbardziej skrajny jej punkt Duncansby Head leży 3,2 mile dalej.

## Czas pokonania
Dla samochodów wynosi zwyczajowo 24 godziny. Rowerzyści pokonują tę trasę w dwa tygodnie. Każda osoba, która pokonała dystans Land’s End – John o’ Groats dowolną metodą w dowolnym czasie podczas jednorazowego przedsięwzięcia, może zostać członkiem stowarzyszenia  Land’s End–John o’ Groats Association i otrzymać od niego certyfikat.

## Historia i rekordy
Podróżowanie od Land’s End do John o’ Groats rozpoczęło się w XIX wieku. Trasę tę pokonywały również osoby publiczne, m.in. Jimmy Savile. Aktualny rekord trasy pokonywanej rowerem należy do G. Buttlera, został ustanowiony w 2001 i wynosi 1 dzień, 20 godzin i 4 minuty. Najmłodszym rowerzystą, który pokonał tę trasę, był Bow Jango Cann, który w lipcu 2002 przebył dystans w wieku 7 lat i 9 miesięcy. Rekord w biegu na tym dystansie należy do Andi Rivetta, który ustanowił go czasem 9 dni i 2 godziny, pobijając poprzedni rekord o dobę. Rekord pokonania trasy na deskorolce należy do Bena Stiffa, który w 2008 przejechał dystans w 11 dni, zbierając pieniądze na cele dobroczynne. Wyprawom i ich uczestnikom poświęcona jest stała ekspozycja na Land’s End End-to-enders

## Zwrot w języku angielskim
Wyrażenie (From) Land’s End to John o’ Groats we współczesnej angielszczyźnie oznacza „od jednego końca do drugiego”, „przez cały kraj”, „po całym kraju”, „wszędzie” i jest idiomem odnoszącym się do odległości i dużych obszarów. Jest równoważne innemu idiomowi From Orkney to Penzance („Od Orkadów po Penzance”). Podobne zwroty w języku polskim to Od Helu do Tatr i jak Polska długa i szeroka.